# Francisco Barón
Francisco Barón Molina (Madrid, 15 de mayo de 1931-Madrid, 8 de octubre de 2006) fue un escultor español.

## Biografía
Nació en una familia culta, de tradición artística. Se licencio en Bellas Artes por la Escuela de Bellas Artes de San Fernando y amplió sus estudios en Londres y Nueva York. Barón regresó a España en 1962. Fue uno de los escultores que trabajaba en exclusiva para la Galería Kreisler de Madrid.
Está considerado un representante del expresionismo abstracto español y del constructivismo, con influencia de Brancusi y Julio González. También, en su concepción del espacio, denota la influencia de Henry Moore.

## Exposiciones
Su obra se ha expuesto en ciudades como Alcalá de Henares, Basilea, Bogotá, Ginebra, Hamburgo, Madrid, Nueva York, París y Valladolid. 

## Premios
Recibió el Premio Valladolid de Escultura en 1983 y ganó el Arte y Cultura del Museo de Arte Contemporáneo de Madrid en 1965.

## Galería de esculturas

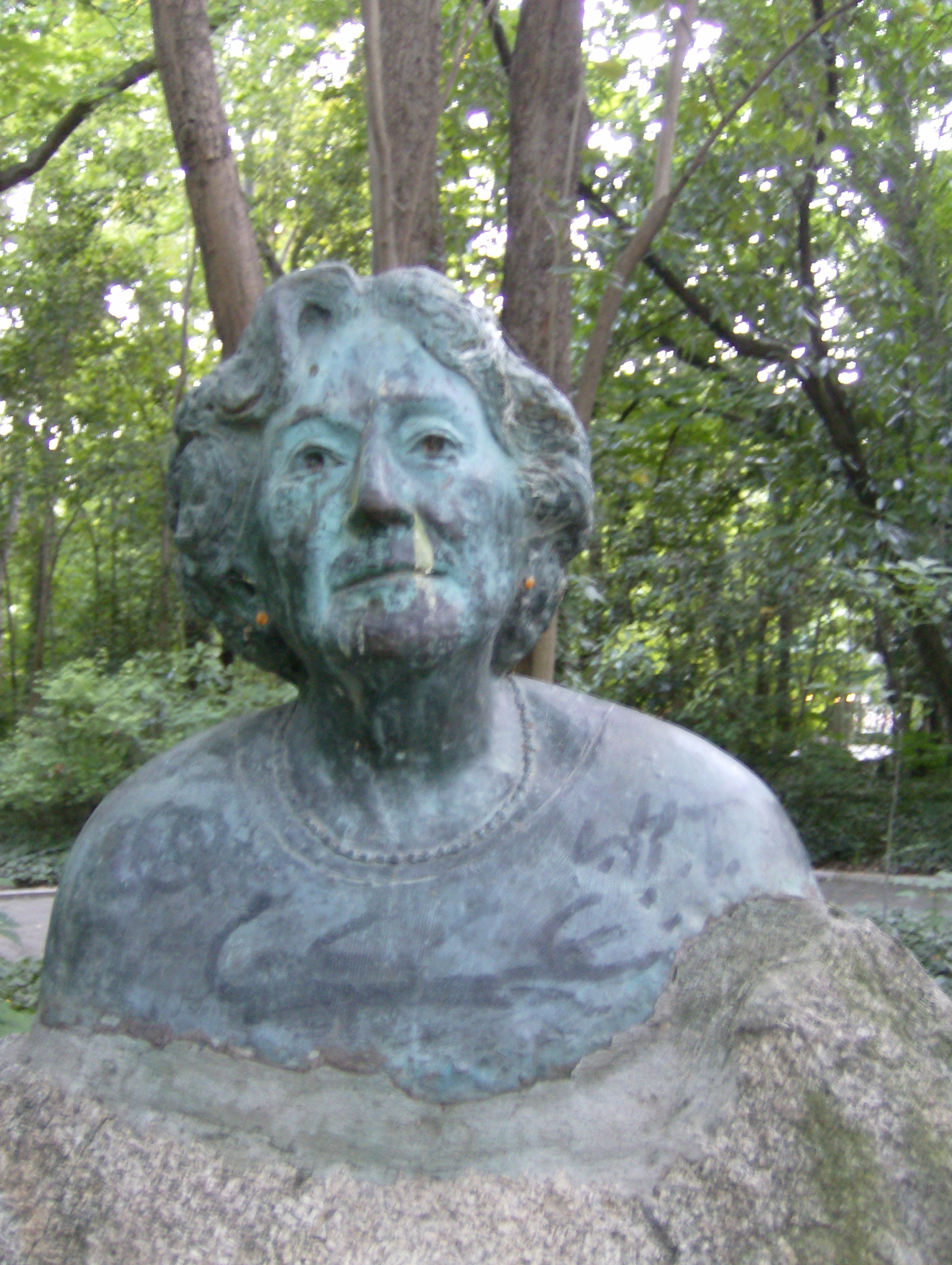
Rosa Chacel en el Campo Grande de Valladolid.
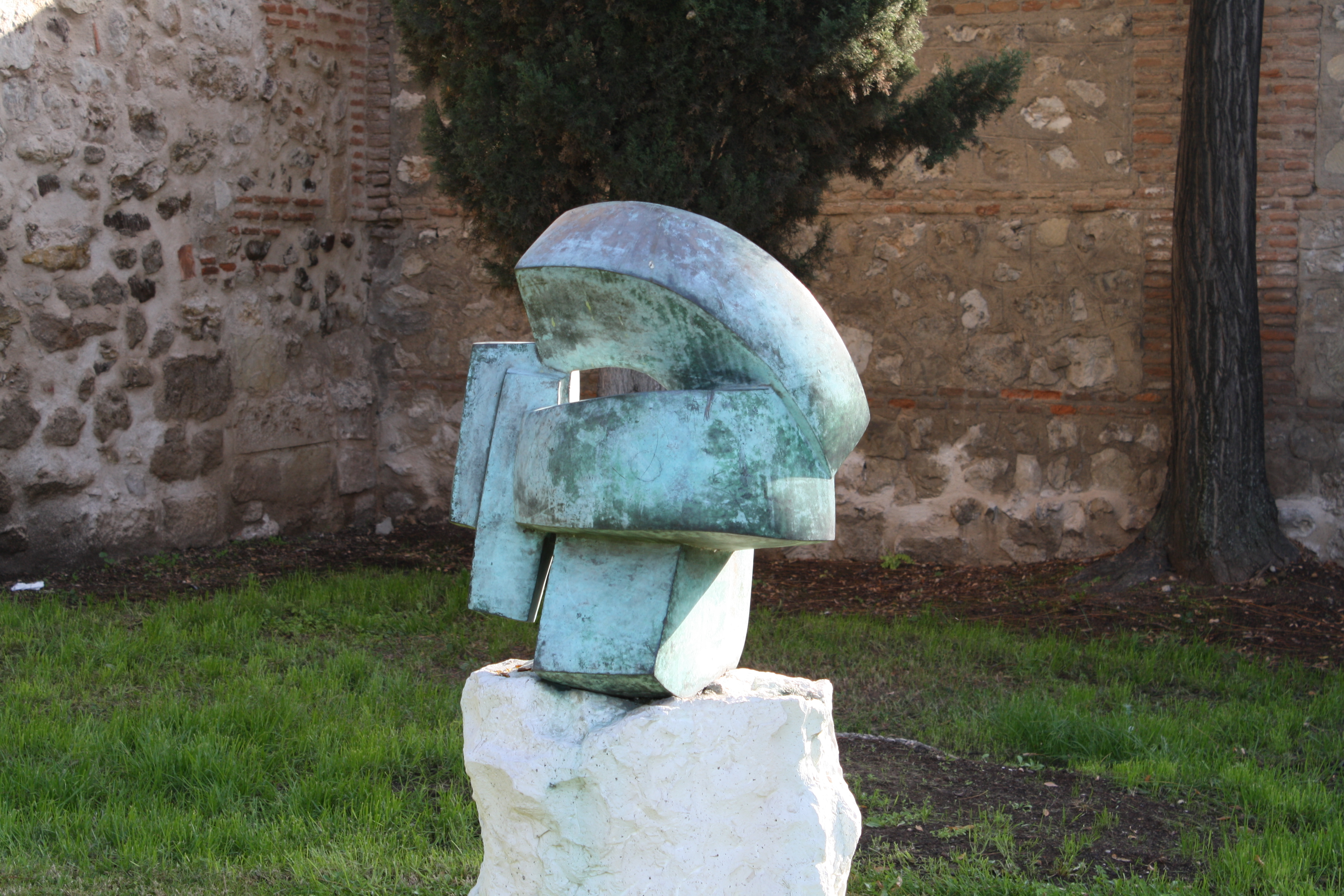
Obra en el Museo de Escultura al Aire Libre de Alcalá de Henares